# Торыатбас
Торыатбас (каз. Торыатбас, до 2007 г. — Марксизм) — село в Чингирлауском районе Западно-Казахстанской области Казахстана. Входит в состав Белогорского сельского округа. Код КАТО — 276639200.

## Население
В 1999 году население села составляло 292 человека (138 мужчин и 154 женщины). По данным переписи 2009 года, в селе проживали 132 человека (59 мужчин и 73 женщины).